# Schemaryahu Gurary

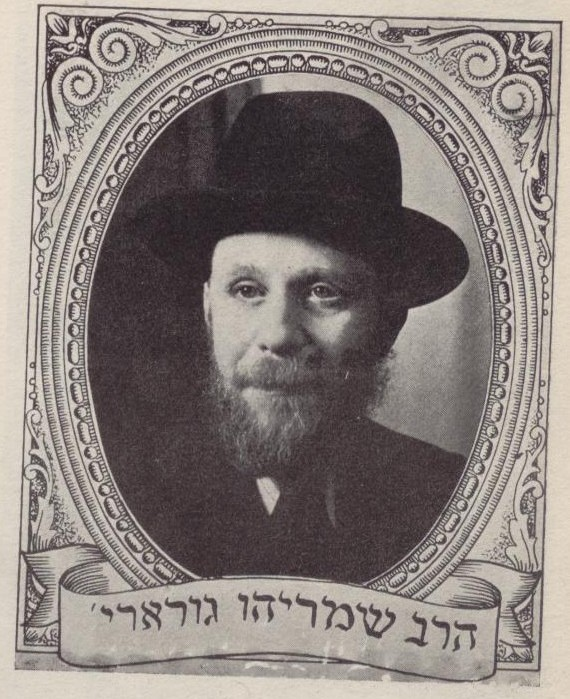
Schemaryahu Gurary (1942).

Schemaryahu Gurary (geb. 26. November 1897 in Krementschuk, heute Ukraine; gest. 11. Februar 1989 in New York) war ein Rabbiner der jüdischen Chabad-Bewegung.

## Leben
Shemaryahu Gurary war ein orthodoxer Rabbiner, der der chabadisch-lubawitschen chassidischen Bewegung angehörte. Sein Vater war Rabbi Menachem Mendel Gurary. Er war der Schwiegersohn von Rabbi Josef Yitzchok Schneersohn, bekannt als Rebbe Rayatz, dem sechsten Rebbe der chabadisch-lubawitschen chassidischen Bewegung. Er heiratete Chana Schneersohn, die ältere Tochter von Rabbi Yosef Yitzchok, und war damit der Schwager von Rabbi Menachem Mendel Schneerson, dem siebten Lubawitscher Rebbe (dessen Frau Chaya Mushka Schneerson ebenfalls eine Tochter von Rabbi Josef Yitzchok war). Er arbeitete mit seinem Schwiegervater im Gemeindedienst sowohl in Russland als auch in Polen und kam dann 1940 in die USA, wo er diese Arbeit bis zu seinem Tod fortsetzte.
Rabbi Gurary hatte ein umfassendes Wissen über die chassidische Philosophie und war ein treuer Anhänger von Rabbi Menachem Mendel Schneerson.
Rabbi Yosef Yitzchok Schneersohn schrieb sehr lobend über Rabbi Gurary. Im Jahr 1931 plante Rabbiner Yosef Yitzchok Schneersohn, das Netzwerk der Chabad-Jeschiwas, bekannt als Tomchei Temimim, in Vohlin, Ukraine, zu erweitern. Rabbi Gurary reiste, um die Jeschiwas in verschiedenen Städten Vohlins zu untersuchen und neue Jeschiwas zu gründen.
Rabbiner Gurary war der Direktor der Tomchei Temimim in Warschau. Er war für die Abhaltung talmudischer Vorlesungen und die Einstellung anderer Rabbiner zuständig. Als Leiter der Jeschiwa stand er Schneersohn nahe, und viele Briefe von Schneersohn waren an ihn gerichtet. Er war dafür verantwortlich, dass gute litauische Roshei Yeshiva wie Rav Yisroel Zev Gustman an die Tomchei Temimim in Brooklyn kamen. Er blieb sein ganzes Leben lang im Vorstand der Kehot Publication Society. Von den 1920er Jahren bis zum Tod von Schneersohn war er die rechte Hand des Rebbe Rayatz, reiste mit ihm und führte seine Projekte aus.
Nach dem Tod seines Schwiegervaters im Jahr 1950 wurde er als möglicher Kandidat für dessen Nachfolge gehandelt. In der Tat teilte er sich ein Jahr lang die Leitung der Gemeinde, doch schließlich gab er seine Position an Rabbi Menachem Mendel ab, nachdem er ins Abseits geraten war. Er widmete sich der Mittelbeschaffung zur Unterstützung der zentralen Lubawitsch-Jeschiwa, deren Leiter er war, und unternahm viele Reisen. In dieser Eigenschaft reiste er nach Brasilien und in andere Länder Südamerikas.
Er ist in der Nähe der Grabstätte seines Schwiegervaters begraben.